# Phthorima rossica
Phthorima rossica là một loài tò vò trong họ Ichneumonidae.